# Антонов връх
Антонов връх (на английски: Antonov Peak) е връх с височина над 1300 m в Антарктика. Получава това име в чест на автомобилния конструктор Румен Антонов, изобретател на безстепенната скоростна автоматична кутия, през 2010 г.

## Описание
Върхът се намира на 4,45 km източно от връх Скайлър, 4,25 km югоизточно от хълм Сириус, 4,9 km западно от връх Даймлер и 8,23 km северно от връх Скакавица. Издига се над ледника Западен Ръсел на север и ледника Виктъри на юг. Част е от ледодела между проток Брансфийлд и канал Принц Густав.

## Картографиране
Британско-немска топографска карта на върха от 1996 г.

## Карти
- Trinity Peninsula Архив на оригинала от 2015-09-23 в Wayback Machine.. Scale 1:250000 topographic map No. 5697. Institut für Angewandte Geodäsie and British Antarctic Survey, 1996.